# ТЕС Гилибово
42°9′27″ пн. ш. 25°54′31″ сх. д. / 42.15750° пн. ш. 25.90861° сх. д.
ТЕС Гилибово — теплова електростанція на південному сході Болгарії. Зведена для заміни застарілої ТЕС Мариця-Схід-1 (для позначення станції Гилибово також можуть використовувати назву Мариця-Схід-1).
В 2011 році на майданчику станції стали до ладу два однотипні блоки з конденсаційними турбінами потужністю по 335 МВт. Все основне обладнання для них постачила компанія Alstom.
ТЕС спорудили з розрахунку на використання лігніту із розташованого поряд вугільного кар’єру. За рік станція має спалювати 5 млн тон цього ресурсу.
Воду для охолодження отримують із водосховища Розов-Кладенец, розташованого поряд з майданчиком ТЕС. Цю водойму створили у межиріччі річки Сазлійки та її лівої притоки Соколіци, за рахунок відведення ресурсу з яких відбувається її поповнення.